# Moord op Stompie Seipei
De ontvoering van en moord op Stompie Seipei, een jonge ANC-activist, was een gebeurtenis in Zuid-Afrika op 29 december 1988.

## Slachtoffer
James (Stompie) Moeketsi Seipei (± 1974 - 1 januari 1989) was een zwarte Zuid-Afrikaan en militant ANC-activist, wiens naam in de periode na zijn dood veel genoemd werd in het nieuws, dat voornamelijk de destijds wereldberoemde Winnie Mandela tot onderwerp had.

## De moord
Stompie - het was zijn schuilnaam - werd op veertienjarige leeftijd wegens vermeend verraad vermoord. Jerry Richardson, een van de leden van de lijfwacht van Winnie Mandela verklaarde dat zij haar lijfwacht opdracht had gegeven vier jonge mannen uit Soweto te laten ontvoeren en vermoorden. Stompie was de jongste. De vier werden ernstig mishandeld en Stompies levenloze lichaam werd later teruggevonden. Hij bleek te zijn doodgestoken. 
In 1990 kreeg Winnie Mandela (in hoger beroep) twee jaar voorwaardelijk en een boete voor de ontvoering van Stompie Seipei, het was Richardson die werd veroordeeld voor de moord. De status van Winnie Mandela in het Westen kreeg door deze affaire een gevoelige deuk. 

## Publicatie
- Fred Bridgland: Katiza's vlucht. De aanklacht tegen Winnie Mandela, moeder der natie. Utrecht, Kosmos-Z&K, 1998. ISBN 9021534037